# Sulco calcarino
O sulco calcarino ou fissura calcarina é uma estrutura anatômica localizada no polo caudal e medial do lobo occipital. O córtex ao redor desse sulco faz parte do sistema visual, sendo o córtex visual primário.